# Melichrus adpressus
Melichrus adpressus är en ljungväxtart som beskrevs av Allan Cunningham och Dc. Melichrus adpressus ingår i släktet Melichrus och familjen ljungväxter. Inga underarter finns listade i Catalogue of Life.